# Cratere Živile
Živile  è un cratere sulla superficie di Venere.